# (72658) 2001 FS46
(72658) 2001 FS46 – planetoida z pasa głównego asteroid okrążająca Słońce w ciągu 5,43 lat w średniej odległości 3,09 j.a. Odkryta 18 marca 2001 roku.